# Temple de Lad Khan
Le temple de Lad Khan est un des plus anciens temples hindouistes situé dans la ville de Aihole dans l'état du Karnataka en Inde.
Il est dédié à Shiva .
Il a été construit au Ve siècle par la dynastie des Chalukyas. Le temple se trouve au sud du Temple de Durga.
Il porte le nom d'un prince musulman qui en avait fait sa résidence. 

## Structure
Le temple comporte un porche mukha mandapa avec une salle rectangulaire à 12 piliers. Ce mandapa rectangulaire débouche sur le maha mandapa (grand mandapa) de structure carrée.  Ses piliers sont organisés en carrés concentriques.
Le cœur du sanctuaire se trouve au fond du maha mandapa et un lingam. Au milieu du maha mandapa se trouve la représentation sculptée du taureau Nandi.
Les murs portent des motifs floraux.
Le temple est ouvert sur l'extérieur par de grandes baies entre les piliers soutenant le toit. Le toit au-dessus de Nandi est surélevé, comme une amorce des futures tours que seront les shikharas ou vimanas.